# سیسوس (سرده)
پیچ کانگورو یکی از گل‌های باغی است. یکی از پیچ‌های همیشه سبز و رونده، پیچ کانگورو یا سیسوس در حدود سیصد و پنجاه گونه و زیرگونه دارد. شاخه‌های آن‌ها چوبی از نوع چوب انگور به نام ویتاسه‌آئه Vitaceae می‌باشد. برگ‌ها اغلب گوشتی و گاهی آبدار هستند. گونه C.incisa از شناخته شده‌ترین گونه‌های آن می‌باشد. گونه C.Antarctica که به آن پیچ کانگورو می‌گویند، از رایج‌ترین گونه‌ها است. خاستگاه و سرزمین اصلی این گیاه مناطق حاره و معتدل تا گرم و مناطق حول خط استوا مانند استرالیا، آمریکای مرکزی و آفریقای شمالی و مرکزی می‌باشد. همه گونه‌های این خانواده رونده نیستند ولی همگی با روش قلمه زدن تکثیر می‌شوند. درازای برخی از آنها تا بیست متر هم می‌رسد. اما درازای پیچ کانگورو سه یا چهار متر می‌باشد. سرعت رشد آن بسیار خوب است و توسط پیچک‌های خود به جلو می‌رود و خود را به بدنه سایر گیاهان و اشیا می‌چسباند. رشد خوب گیاه و نیز بی توقع بودن گیاه موجب شده در نزد مردم محبوبیت خاصی به دست آورده و همه جا خود را دوست داشتنی جای دهد.
این گیاه با آنکه بومی مناطق گرمسیر است، آب و هوای خنک را بیشتر دوست دارد و رشد خوبی را در آن نشان می‌دهد. هم در آفتاب و هم در سایه رشد دارد. اما سایه روشن را بیشتر دوست دارد و به جز در زمان قلمه زدن، به آب زیادی احتیاج ندارد. زمان قلمه زدن در اوایل فصل بهار و ترجیحا اواخر فصل زمستان است. در برخی از آپارتمان‌ها از آن به صورت آویز استفاده می‌کنند که شکل زیبایی به آپارتمان می‌دهد.

## نگارخانه

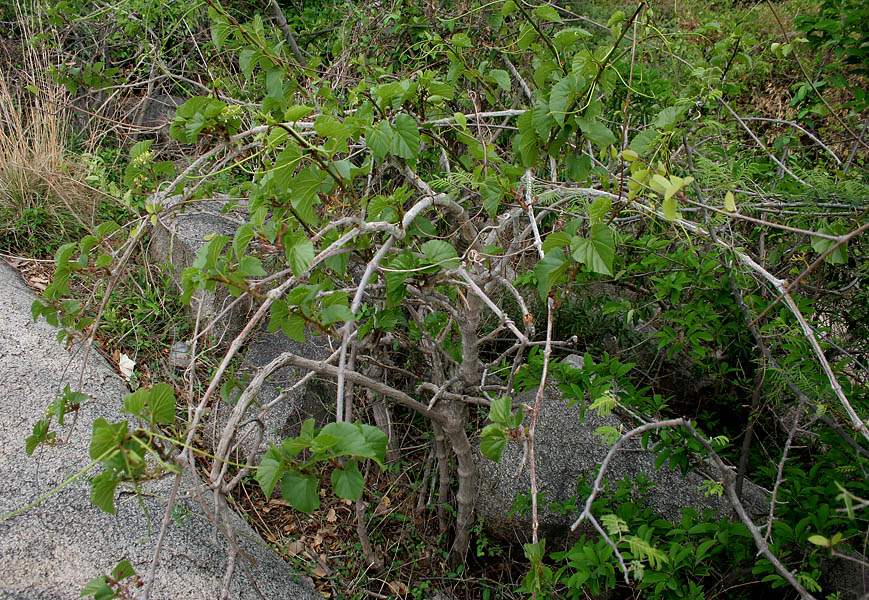
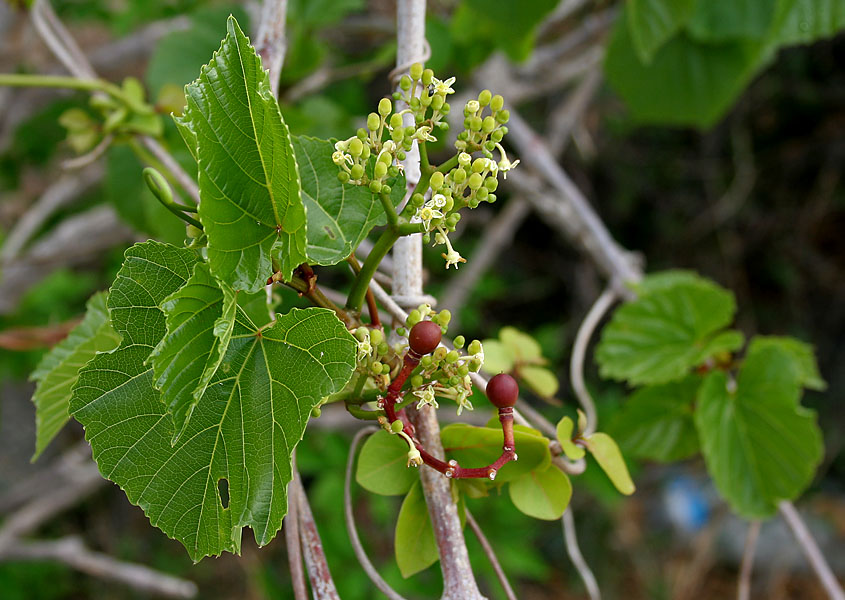
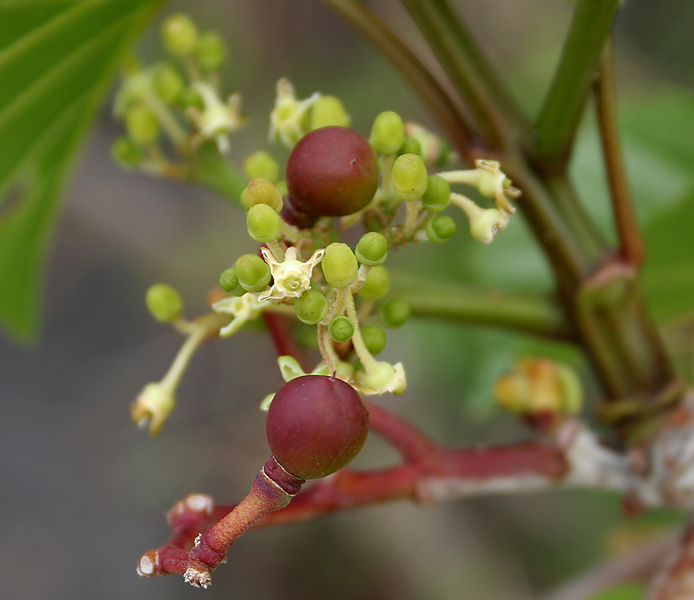
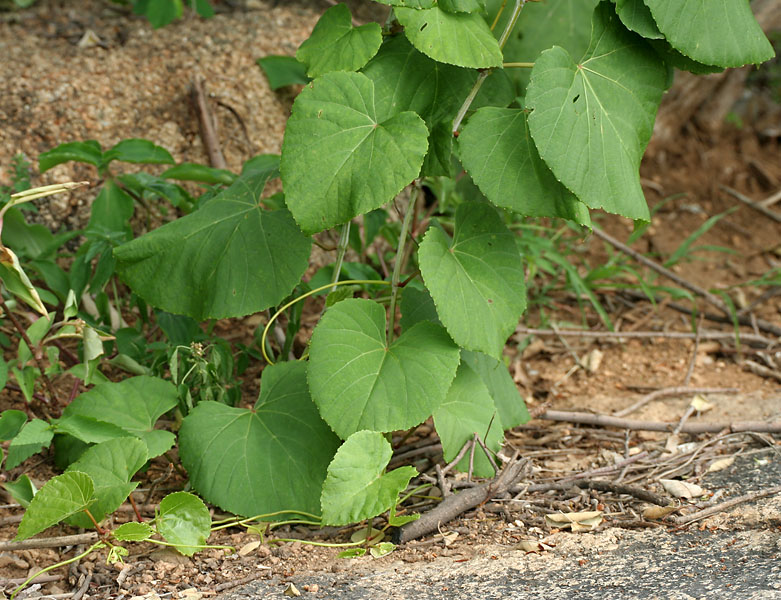
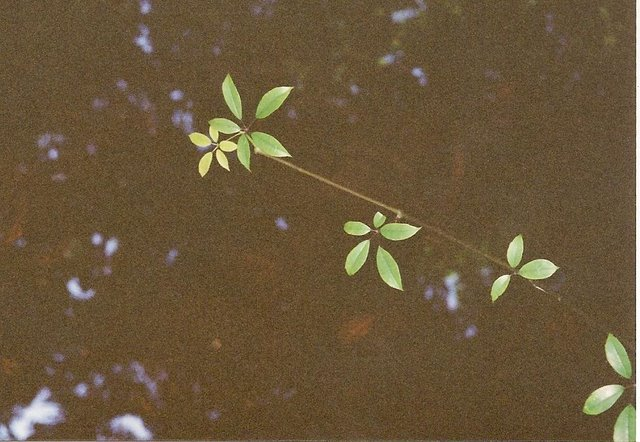